# Билбия, Неманья
Неманья Билбия (серб. Немања Билбија; 2 ноября 1990, Баня-Лука) — боснийский футболист, нападающий клуба «Зриньски» и сборной Боснии и Герцеговины.

## Клубная карьера
Воспитанник клуба «Борац» (Баня-Лука). 8 ноября 2008 года в возрасте 18 лет дебютировал в основе команды в матче против «Посушье». 7 марта 2009 года отличился дебютным голом в ворота «Орашье».
29 января 2010 года Неманья заключил четырехлетний договор с сербским клубом «Воеводина». За время пребывания в составе сербской команды Билбия дважды на правах аренды отправлялся в родной клуб «Борац».
В августе 2013 года нападающий заключил двухлетний контракт с клубом «Сараево». Два года спустя, в июле 2015 года Неманья заключил также двухлетний контракт с хорватским клубом «Сплит».
11 февраля 2016 года на правах свободного агента босниец вернулся на родину, где заключил соглашение с «Зриньски». 28 февраля 2016 года дебютировал в игре против своей бывшей команды «Сараево» и забил гол.
В августе 2017 года стороны подписали новый двухлетний контракт. 26 августа он впервые стал автором хет-трика в матче против «Витеза». Год спустя Неманья забил четыре гола в матче против клуба «Звезда 09».
10 ноября 2018 Билбия сделал дубль в 100-й игре в составе «Зриньски».
23 декабря 2018 года Билбия присоединился к южнокорейскому клубу «Канвон».
24 декабря 2019 года Неманья вернулся в боснийский клуб «Зриньски», подписав контракт до лета 2023 года. 23 февраля 2020 года в дебютной игре нападающий забил гол в ворота «Челика».
31 октября 2020 года в мостарском дерби против «Вележа» Неманья совершил второй хет-трик в карьере. По итогам сезона 2020-21 Билбия стал лучшим бомбардиром чемпионата.
В сезоне 2021/22 Неманья стал в четвертый раз чемпионом Боснии и Герцеговины и лучшим бомбардиром.
4 сентября 2022 года Билбия забил два гола игре над «Сараево» (4:1) и возглавил список бомбардиров лиги.

## Карьера в сборной
Неманья три года отыграл за молодежную сборную Боснии и Герцеговины.
В августе 2017 его впервые вызвали в состав национальной сборной Боснии и Герцеговины. Он дебютировал в товарищеской игре против сборной США 28 января 2018.